# (20313) Fredrikson
(20313) Fredrikson (1998 FM122) – planetoida z pasa głównego asteroid okrążająca Słońce w ciągu 4,05 lat w średniej odległości 2,54 j.a. Odkryta 20 marca 1998 roku.